# قائمة قتلى معركة كربلاء
قائمة قتلى معركة كربلاء والتي انتهت بمقتل الحسين بن علي. لم تتفق المصادر التاريخية حول عدد القتلى من جانب الحسين وأنها تذكر أرقاماً مختلفة تراوحت بين 72 إلى 155 أو أقل أو أكثر. كما أسماء أولئك القتلى تناثرت بين صفحات المصادر على اختلافها، ولكن بالنظرة الأولية يمكن تقسيم القتلى إلى فئتين: الأنصار وبني هاشم، كما تُقسّم الأنصار إلى الصحابة والتابعين أو أصحاب علي بن أبي طالب وأصحاب الحسن بن علي.

## قتلى بني هاشم من آل أبي طالب
أجمعت الروايات على أن عدد القتلى من آل أبي طالب في معركة كربلاء ما عدا الحسين، يتراوح بين 17 شخصا على الأقل و27 شخصا على الأكثر، وهم من أولاد وأحفاد علي بن أبي طالب وعقيل بن أبي طالب وجعفر بن أبي طالب. فهناك بعض الأسماء المختلف فيها. تشمل زيارة الناحية المقدسة على أسماء سبعة عشر رجلا من القتلى من بني هاشم وهي موافقة لرواية الشيخ المفيد. ومن المشهور أن مقتلهم كان بعد مقتل الأنصار.

### أبناء علي بن أبي طالب وأحفاده
هناك اختلاف بين المؤرّخين حول عدد أولاد علي بن أبي طالب الذين قتلوا في معركة كربلاء، فعن الشيخ المفيد والشيخ الطبري أنهم كانوا خمسة ما عدا الحسين، فهم:
1. الحسين بن علي
2. العباس بن علي: المعروف بأبي الفضل، وأمه أم البنين، فاطمة بنت حزام الكُلَّابيَّة وهو أكبر ولدها، وهو آخر من قتل من إخوة الحسين.
3. عبدالله بن علي: أمه أم البنين وهو الأخ الشقيق للعباس بن علي.
4. عثمان بن علي: وهو الأخ الشقيق للعباس بن علي.
5. جعفر بن علي: وهو الأخ الشقيق للعباس بن علي.
6. أبو بكر بن علي: وأمّه ليلى‌ بنت مسعود بن خالد، وهو أول من قتل من اخوة الحسين في الواقعة.[3]

ويروى عن آخرين أنه أربعة أخرى من أبناء علي بن ابي طالب أيضاً كانوا في الواقعة وهم:
1. إبراهيم بن علي
2. القاسم بن علي.[4][5][6]
3. عمر بن علي
4. محمد الأصغر بن علي
5. عبد الله الأصغر بن علي

#### أبناء الحسن بن علي
أوردت أغلب المصادر أنه ثلاثة من أبناء الحسن بن علي قتلوا في كربلاء، وهم:
1. القاسم بن الحسن: أمه أم ولد ويُقال أن اسمها رملة. وكان القاسم غلام لم يبلغ الحلم. أبى الحسين أن يأذن له للقتال لصغره، فلم يزل القاسم يقبل يديه ورجليه ويسأله الإذن حتى أذن له.[9]
2. أبو بكر بن الحسن: وهو أخو القاسم بن الحسن لأبيه وأُمّه.
3. عبد الله بن الحسن كان عبد اللّه غلاماً له من العمر إحدى عشرة سنة، عندما رأى محاصرة عمه الحسين من قبل الأعداء توجه اليه والتحق به فقتل هناك.[10]

#### أبناء الحسين بن علي
1. علي الأكبر: أمه ليلى بنت أبي مرة الثقفي، وهو أول من قتل من بني هاشم.
2. عبد الله الرضيع: المعروف بعلي الأصغر،أمه الرباب بنت امرئ القيس، وهو أصغر شهيد بين شهداء كربلاء.

### أبناء جعفر بن أبي طالب
1. عون بن عبد الله بن جعفر: أمه زينب بنت علي بن أبي طالب
2. محمد بن عبدالله بن جعفر: تتحدث بعض المصادر على أنّ أمّه هي زينب بنت علي. وهناك روايات تقول بأن أمّه الخوصاء بنت حفصة بن ثقيف.[11][12]

### أبناء عقيل بن أبي طالب وأحفاده
1. جعفر بن عقيل: امّه الحوصاء بنت عمرو المعروف بالثغر العامري
2. عبد الرحمن بن عقيل: وامّه أم ولد
3. عبد الله الأكبر بن عقيل.[13]
4. عبد الله الأصغر بن عقيل.[13]
5. محمد بن عقيل.[14]
6. علي الأكبر بن عقيل.[15]
7. عون بن عقيل.[15]
8. عبد الله بن مسلم بن عقيل: أمّه رقيّة بنت علي بن أبي طالب
9. محمد بن مسلم بن عقيل: وأمّه أم ولد
10. محمد بن أبي سعيد بن عقيل: أمّه  فاطمة بنت علي بن أبي طالب.[16]
11. جعفر بن محمد بن عقيل.[16]
12. سعيد بن عبد الرحمن بن عقيل: وامه خديجة بنت علي بن أبي طالب.[17]
13. عقيل بن عبد الرحمن بن عقيل: وامه خديجة بنت علي بن أبي طالب.[17]

## الأنصار
إنّ الأخبار التاريخيّة حول عدّة أنصار الإمام الحسين في يوم عاشوراء غير متفقة. نقل بعض المؤرّخين بأنّ عددهم كان 89 شخصا. وروى اليعقوبي أنّ عددهم بلغ 62 أو 72 رجلاً. وروى ابن شهر آشوب بأن عددهم كان في كربلاء 82 رجلاً. ونقل ابن أبار البلنسي أنّهم تجاوزوا 70 شخصاً. كما هناك أرقام أخرى ذكرت في بعض الكتب من قبيل: 87 شخصاً، 100 شخصاً، 145 شخصاً، و.... غيرها. والمشهور من بين الاقوال كونهم 72 شهيداً، باعتبار قِدَمِ هذا القول ووثاقة مصادره وكثرة الناقلين له.
لكن بلغ عدد أسماء الشهداء التي وردت في زيارة الناحية المقدسة، وفي المصادر القديمية كرجال الشيخ الطوسي أو رجال الطبري 82 شخصا وهي كالآتي:
1. حبيب بن مظاهر الأسدي
2. أسلم التركي مولى الحسين بن علي
3. أنس بن الحارث الكاهلي
4. أنيس بن معقل الأصبحي
5. برير بن خضير الهمداني
6. بشر بن عمرو الحضرمي
7. جابر بن الحارث السلماني
8. جبلة بن علي الشيباني
9. جنادة بن كعب الأنصاري
10. عمرو بن جنادة الأنصاري
11. جندب بن حجير الخولاني
12. جون مولى أبي ذر الغفاري
13. جوين بن مالك الضبعي التميمي
14. الحجاج بن مسروق الجعفي
15. الحر بن يزيد الرياحي
16. الحلاس بن عمرو الراسبي
17. الحجاج بن يزيد السعدي
18. حيان بن الحارث الأزدي
19. النعمان بن عمرو الراسبي
20. حنظلة بن أسعد الشبامي
21. عمرو بن خالد الأزدي
22. خالد بن عمرو بن خالد الأزدي
23. زاهر مولى عمرو بن الحمق الخزاعي
24. زهير بن بشر الخثعمي
25. زهير بن القين البجلي
26. زيد بن معقل الجعفي
27. سالم مولى بني المدينة الكلبي
28. سالم مولى عامر بن مسلم العبدي
29. شوذب مولى عابس الشاكري
30. قارب مولى الحسين
31. منجح مولى الحسين
32. سليمان بن رزين مولى الحسين بن علي
33. سعد بن حنظلة التميمي
34. سعيد بن عبد الله الحنفي
35. سوار بن منعم حابس الهمداني
36. سويد بن عمرو الخثعمي
37. سيف بن الحارث بن سريع الجابري
38. مالك بن عبد الله بن سريع الجابري
39. سيف بن مالك العبدي
40. حبيب بن عبد الله النهشلي
41. ضرغامة بن مالك التغلبي
42. عابس بن أبي شبيب الشاكري
43. عمار بن حسان الطائي
44. عامر بن مسلم العبدي
45. عبد الرحمن بن عبد الله الارحبي
46. عبد الرحمن بن عبد ربه الانصاري
47. عبيد الله بن يزيد العبدي
48. عبد الله بن يزيد العبدي
49. عبد الرحمن بن عبد اللّه العبدي
50. عمر بن جندب الحضرمي
51. عمران بن كعب الأشجعي
52. عمار بن أبي سلامة الهمداني
53. عمر بن خالد الصيداوي
54. عمرو بن عبد الله الجندعي
55. عمرو بن ضبيعة الضبعي
56. عمرو بن قرظة الأنصاري
57. عمر بن عبد اللّه أبو ثمامة الصائدي
58. عمرو بن المطاع الجعفي
59. عمير بن عبد الله المذحجي
60. قاسط بن زهير التغلبي
61. كردوس بن زهير التغلبي
62. كنانة بن عتيق التغلبي
63. القاسم بن حبيب الأزدي
64. قرة بن أبي قرة الغفاري
65. قعنب بن عمرو النمري
66. مجمع بن عبد الله العائذي
67. عائذ بن مجمع العائذي
68. مسعود بن الحجاج التميمي
69. عبد الرحمن بن مسعود التميمي
70. عبد الرحمن بن عروة الغفاري
71. عبد الله بن عروة الغفاري
72. مسلم بن عوسجة الأسدي
73. مسلم بن كثير الأزدي
74. نافع بن هلال الجملي
75. نعيم بن عجلان الأنصاري
76. يحيى بن سليم المازني
77. يزيد بن ثبيط العبدي
78. يزيد بن حصين الهمداني
79. يزيد بن زياد الكندي
80. عبد الله بن عمير الكلبي
81. أم وهب زوجة عبد الله ابن عمير الكلبي
82. سعيد مولى عمر بن خالد الصيداوي

وهناك أسماء أخرى وردت في الزيارة الرجبية ومناقب ابن شهرآشوب ومثير الاحزان واللهوف وأعيان الشيعة، نشير إلى أسماء الشهداء المشهورين منها وهي:
1. الحارث بن امرئ القيس الكندي
2. أبو الحتوف بن الحارث الأنصاري
3. الأدهم بن أمية العبدي
4. أمية بن سعد الطائي
5. الحارث بن نبهان مولى حمزة
6. الحباب بن الحارث
7. الحباب بن عامر الشعبي
8. حبشي بن قيس النهمي
9. رافع مولى مسلم الأزدي
10. بكر بن حي التيمي
11. جابر بن الحجاج التيمي
12. زياد بن عريب الصائدي
13. سعد بن الحارث الأنصاري
14. سعد مولى علي بن أبي طالب
15. شبيب مولى الحارث الجابري
16. عباد بن المهاجر الجهني
17. عبد الله بن بشر الخثعمي
18. عقبة بن سمعان
19. عقبة بن الصلت الجهني
20. عمار بن سلامة الدالاني
21. محمد بن بشير الحضرمي
22. مقسط بن زهير التغلبي
23. نصر مولى علي
24. واضح الرومي مولى الحارث السلماني
25. وهب بن حباب الكلبي
26. يزيد بن مغفل الجعفي
27. زهير بن سليم الأزدي
28. سلمان بن مضارب البجلي
29. عبد الله بن أبي بكر
30. نعمان بن عمرو
31. الحجاج بن بدر السعدي
32. مجمع بن زياد الجهني

وقد ورد في بعض المتون التاريخيّة أسماء بعض الأفراد والشخصيّات على أنّها من شهداء كربلاء وأغلب تلك الأسماء غير مشهورة ولا معروفة. وربما بعض الأسماء قد صُحّفت. منها إبراهيم بن الحصين البارقي الأزدي وجابر بن عروة الغفاري وعبد الرحمن ابن عبد الله اليزني وحمّاد بن حمّاد الخزاعي المرادي وحنظلة بن عمرو الشيباني ومالك بن ذودان وغير ذلك.